# Przemyśl második ostroma
Przemyśl második ostromát 1914. november 2-án kezdte meg az Orosz Birodalom hadserege.

## Története

### Előzmények
Az első ostrom 1914. október 10-én ért véget az orosz sereg vereségével. Az orosz oldalon a veszteség körülbelül 10 ezer halott, sebesült és eltűnt volt. A védők vesztesége mintegy 3–4 ezer halott volt. Svetozar Borojević tábornok később ünnepélyesen bevonult az ostromnak sikeresen ellenálló erődítménybe. A hatalmas győzelmet követően az osztrák–magyar hadvezetés mindent megtett, hogy a kimerült és lerombolt erődítményt újra harcképessé tegye. A hadvezetés és az ellátmányt szállító vonatszemélyzet minden igyekezete ellenére (egy hónap alatt 213 vonatot indítottak az erődítménybe) az erőd készleteit a kívánt időre nem tudták feltölteni. Eközben a 11. orosz hadsereg elérte a San folyó vonalát, és vészesen közel ért az erődhöz.

### A csata
A második ostrom 1914. november 2-án kezdődött. Az orosz hadvezetés és a 11. hadsereg parancsnoka, Szelivanov tábornok, okulva az első ostrom alatt elkövetett hibákból, ez alkalommal nem kezdett meg azonnali rohamot az erőd elfoglalásának érdekében. Az oroszok az erődítménybe vezető utánpótlási vonalakat elvágták, így az erődítménybe nagyobb ellátmányt már nem tudtak bejuttatni, bár a 8. illetve a 11. osztrák–magyar repülőszázad pilótái rendszeresen repültek az erőd és a frontparancsnokság között az aktuális utasítások továbbítása végett.
Mivel az utánpótlási vonalakat elvágták, az erődítmény készletei lassan csökkenni kezdtek. Ráadásul beköszöntött a tél, amely 1915-ben különös erejű volt. Az élelmiszeradagok ekkor kritikusan fogyni kezdtek, mire az erődparancsnokság elrendelte a fejadagok csökkentését. Ennek eredményeként a katonák megbetegedtek, és egyre több dezertőrt jegyeztek fel. Az élelmiszer ellátmány kiegészítésének reményében a védők több mint 10 000 lovat kényszerültek levágni, ez pedig az erődben lévő lovak számának csaknem fele volt. A védők helyzete a tél vége felé már kilátástalanná vált, az élelmiszerellátás szinte megszűnt, az emberek demoralizálódtak és a védelem meggyengült. Március 17–19-én a védők egy kitörési kísérletet tettek, ám az oroszok heves védekezése és puskatüze következtében kénytelenek voltak visszavonulni az erődbe, ötezer halottat hátrahagyva. Az orosz hadsereg feladva a passzív ostromot, váratlan rohamot hajtott végre, ám az erőd gyenge védelme még csodálatos módon tartani tudta magát.
Az utolsó kitörési kísérlet kudarca után, 1915. március 21-én döntés született Przemyśl átadásáról. Az uralkodó engedélyével március 22-én hajnalban az osztrák–magyar tüzérség ellőtte minden meglévő lőszerét, hat órakor az erődöket, a raktárakat, a San hídját, a rádióállomásokat, a lövegeket felrobbantották. A lovakat lelőtték, minden használható hadianyagot, fegyvert, lőszert, járművet, telefonvonalat, vasúti berendezést megsemmisítettek, a meglévő szén-, benzin- és olajkészleteket elégették. Az átadás feltételeiről Alois Martinek ezredes, a 108. Landsturm gyalogdandár parancsnoka, valamint Ottokar Hubert alezredes, a várparancsnokság vezérkari főnöke tárgyalt Szelivanov orosz tábornokkal. Így 1915 március 23-án délelőtt az oroszok megkezdték a bevonulást a várba. A zömében magyarokból álló védőrség – 9 tábornok, 93 törzs- és 2 500 főtiszt, valamint 117 000 katona, közel 120 000 fő – hadifogságba került.

### Következmények
A foglyok elszállítása a cári birodalom belsejébe 1915. április 8-áig tartott. Az osztrák–magyar hadifoglyokat nemzetiségek szerint választották szét és Oroszország ázsiai részeibe (Türkmenisztán, Szamarkand és Taskent) szállították. Április 2-án Przemyślbe jött II. Miklós orosz cár, hogy személyesen megtekintse az elfoglalt erődöt, valamint, hogy kitüntesse a győzteseket. A győztes ostromban részt vevő katonák öt rubelt, míg a tisztek kitüntetéseket kaptak.
A cári alakulatok nem sokáig birtokolhatták a San menti várost és lerombolt erődjeit, mivel a hadiszerencse hamarosan a központi hatalmak oldalára szegődött. Az orosz fronton átütő hadászati sikert hozó május 2-án végrehajtott gorlicei áttörés után a szövetséges német és osztrák–magyar csapatok visszafoglalták Przemyślt.

## Lásd még
- Przemyśl ostromai
- Első világháború